# Sphaerius obsidianus
Sphaerius obsidianus is een keversoort uit de familie oeverkogeltjes (Sphaeriusidae). De wetenschappelijke naam van de soort werd in 1846 gepubliceerd door Friedrich Anton Kolenati.